# Гудков Геннадій Володимирович
Геннадій Володимирович Гудко́в (рос. Генна́дий Влади́мирович Гудко́в, (15 серпня 1956 , Коломна, Московська область )) — російський підприємець, політик, опозиціонер, полковник ФСБ Росії у відставці.
Голова Центрального комітету Народної партії Російської Федерації (2004-2007), депутат Державної Думи Російської Федерації третього, четвертого, п'ятого і шостого скликань (2001-2012), заступник голови комітету ДД з безпеки, заступник керівника фракції «рос. Справедливая Россия» в Держдумі РФ, секретар центральної ради партії. Російський політик, публіцист. Депутат 3,4,5 і 6 скликань Держдуми РФ, заступник голови думського комітету з безпеки. Позбавлений мандата депутата ГД 14 вересня 2012 року у зв'язку з порушенням статусу депутата. Раніше — голова підкомітету із законодавства у сфері охоронної та детективної діяльності. Співголова політичної партії «Альянс зелених і соціал-демократів» (2014-2015). Брав учать в одному із Форумуів Вільних Держав Постросії у 2023

## Біографія
Народився 15 серпня 1956 року в Коломні. Мати викладала в школі російську мову та літературу, батько був інженером на заводі важких верстатів у Коломні. Дід по батьківській лінії, Петро Якович Гудков, був одним із помічників М. І. Бухаріна, працював у друкарні «Известий», після арешту Бухаріна, рятуючись від репресій, виїхав у село. Бабуся по батьківській лінії, Рената Глібівна, — працівник інституту, під час Громадянської війни працювала у штабі командарма М. В. Фрунзе . Дід по материнській лінії, Володимир Сергійович Хованський, став жертвою сталінських репресій.
У 17-річному віці написав листа Юрію Андропову, щоб з'ясувати, як можна почати службу в КДБ.
У 1978 році закінчив факультет іноземних мов Коломенського державного педагогічного інституту за професією викладач англійської мови. Навчаючись у педінституті, підробляв на весіллях грою на баяні. Був заступником секретаря комітету комсомолу вишу.
Після закінчення вишу був призваний на строкову службу в Радянську армію на два роки. Під час служби вступив до КПРС. У 1980 році повернувся з армії в Коломну. Працював у Коломенському міськкомі ВЛКСМ, спочатку інструктором, а потім — завідувачем відділу спортивної та оборонно-масової роботи.
З 1982 року до січня 1993 року працював в органах держбезпеки СРСР. Закінчив школу контррозвідки, інститут КДБ імені Ю. В. Андропова. Звільнений без права носіння військової форми одягу з посади оперуповноваженого УМБ РФ у м. Москві та Московській області, військове звання на момент звільнення — майор. Під час служби в Коломенському міськвідділі КДБ захоплювався читанням «антирадянської» літератури.
Як депутату Держдуми присвоєно військові звання: підполковник запасу (1999) і полковник запасу (2003).
З 1992 року (ще до звільнення з військової служби) — президент охоронного об'єднання «Оскордъ», віце-президент московського міжнародного фонду сприяння ЮНЕСКО.
Творець і власник групи компаній «Оскордъ» — холдингу охоронних агентств, бізнесу, що розвинувся в 1990-ті роки. За повідомленнями ЗМІ, до 1996 року у фірмі працювало близько трьох тисяч осіб, з яких більше половини становили колишні співробітники спецслужб і правоохоронних органів.
Через третіх осіб контролює низку ПОПів, серед яких — «Оскордъ», «Потан», а також у рідному місті Коломна — «Арсенал», «Сармат», «Аванпост», розташованих за адресою вул. Партизанів, буд. 2.
У 1997-2001 рр. Гудков був членом консультативної ради при директорі ФСБ, до якої входили керівники приватних охоронних компаній.
З 2019 року постійно проживає у своєму будинку в Болгарії (у місті Варна), куди він терміново від'їхав із Росії влітку 2019 року, побоюючись, за його словами, загрози неминучого арешту.

## Сім'я та особисте життя
Одружений, двоє синів. Познайомився зі своєю майбутньою дружиною ще в шкільні роки.
Його дружина — Марія Петрівна Гудкова (до шлюбу Кареткіна), голова ради директорів об'єднання структур безпеки «Оскордъ».
Старший син, Дмитро Гудков, у грудні 2011 року став депутатом Державної думи РФ VI скликання (фракція «Справедлива Росія»), політик, був співзасновником Молодіжної громадської палати і лідером молодіжного руху ООМО «Молодые социалисты России».
Молодший син, Володимир Гудков — генеральний директор колекторського агентства «Центральне боргове агентство».
У вільний час Геннадій Володимирович Гудков захоплюється спортом і грою на баяні.
У грудні 2014 р. придбав елітну квартиру площею 137 м² у центрі Лондона за 2,5 мільйона фунтів стерлінгів.